# 管志道

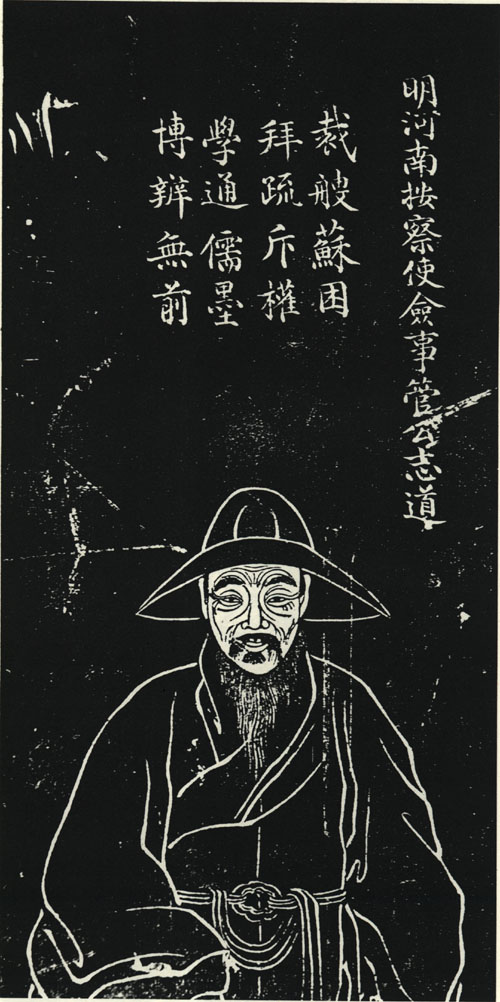
管志道

管 志道（かん しどう、嘉靖15年（1536年） - 万暦36年（1608年））は、中国明代の官僚・思想家。字は登之、号は東溟。蘇州府太倉州の出身。

## 生涯
耿定向に学問を学び、36歳で進士となり以後官を歴任したが、南京兵部主事であった万暦2年（1574年）に父が死去したために1度退官する。喪が明けた万暦5年（1577年）に喪が明けたもののポストがないために待機となるが、その折に時の内閣首輔（内閣大学士の筆頭）であった張居正の奪情問題が発生する（居正の父が死去し、本来は辞職して喪に服さなければならないが、居正派の人々が喪に服さずに職務を続けさせる奪情の勅命を出させようとした）。管志道にとって張居正は座主（進士合格時の試験官、座主と進士は師弟関係同然にみなされた）であることや奪情批判派に対する処分に連動した人事で刑部主事に任じられた経緯から批判を控えていたが、万暦帝に親政を勧める上奏を行ったことや奪情批判で刑を受けて官界から追放された趙用賢と親しかったことから批判派と見做されて広東東按察僉事を解任されて左遷、万暦8年（1580年）には官を罷免された。張居正の没後の名誉回復で万暦14年（1586年）に広東按察司僉事にて致仕扱いとなる（従ってその後の処分は存在しなかったことになる）。その後、管志道と親しかった王錫爵が内閣首輔に任じられたことで官界復帰の道が開け、実際に万暦19年（1591年）に広東按察司僉事に任じられるが、王錫爵が国本問題で東林党の批判を受けて政治力が失墜すると万暦20年（1592年）に赴任することなく辞任して蘇州に移住して著述活動に専念した。
当時の儒教・仏教・道教の三教融合の思潮の影響を強く受けつつも、朱子学・陽明学を批判する立場を取った。管志道は明の太祖（朱元璋）及びその後継者である明の歴代皇帝こそが孔子以来の道統を継いでおり、科挙を通じて全ての官僚はその弟子であるにもかかわらず、朱子学や陽明学は濫りに道を論じてその秩序を乱しているとして強く批判した。管志道の『従先維俗議』によれば、太祖こそが孔子の道統を継いで儒教・仏教・道教を合一させ、『六諭』などによって世の中のあるべき姿を人々に示したにもかかわらず、朱子学や陽明学は孔子自身の言説以上に孔子を持ち上げて、皇帝の存在を無視する「無父無君」の説を奉じていると主張している。
特に東林党を起こした顧憲成とは王錫爵の件に加えて顧憲成が管志道の性無善無悪説を批判したことに反発して万暦20年代に激しい論争を起こした（顧憲成の東林書院再興も管志道との論争をきっかけに門人が増えたことにあるという）。
著作に『問弁牘』・『従先維俗議』・『惕若斎集』などがある。